# Andreas Avellino

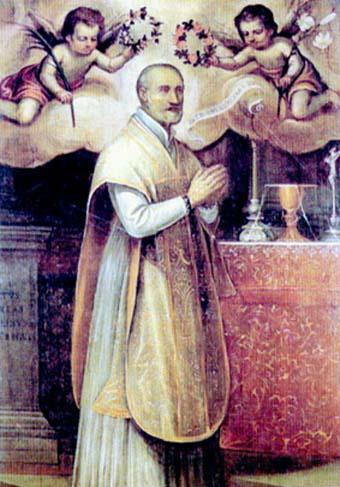
Hl. Andreas Avellino

Der Tod des hl. Andreas Avellino

Andrea Lancelotto Avellino CRth, latinisiert auch Andreas Avellinus, im deutschen Sprachraum auch Andreas Avellino (* 1521 in Castronuovo di Sant’Andrea in der Provinz Potenza; † 10. November 1608 in Neapel) war ein italienischer Ordenspriester des Theatinerordens. In der katholischen Kirche wird er als Heiliger verehrt.

## Leben
Andrea Avellino studierte Rechtswissenschaften und vertrat anschließend Fälle vor dem Kirchengericht. 1556 trat er dem zu jener Zeit neu gegründeten  Theatinerorden bei und wirkte fortan in ganz Italien als Missionar und Prediger. Innerhalb des Ordens war er sehr angesehen und bekleidete auch hohe Ämter, zeitweilig hatte er das Amt des Ordensgenerals inne. Andrea Avellino starb, als er gerade die Heilige Messe las, an einem Schlaganfall.

## Verehrung
Andrea Avellinos Grab befindet sich in der Kirche San Paolo Maggiore in Neapel. 1624 wurde Avellino von Papst Urban VIII. selig-, 1712 von Papst Clemens XI. heiliggesprochen. Sein Gedenktag ist der 10. November.
Der Landvermesser André Trudeau, ein Neffe von Louis-Joseph Papineau (1786–1871), gründete 1855 in Kanada die Gemeinde Saint-André-Avellin nahe Québec.